# Nemaska (municipalité de village cri)
Pour Nemaska (terre réservée cri), voir Nemaska (terre réservée cri).
Nemaska (en cri : ᓀᒥᔅᑳ ou Nemiskaa: « Là où le poisson abonde ») est une municipalité de village cri située dans le territoire d'Eeyou Istchee, dans le Nord-du-Québec, au Québec.
Comme plusieurs autres entités cries, Nemaska est composée d'une terre réservée crie de catégorie IA, de juridiction fédérale, ainsi que d'une municipalité de village cri de catégorie IB, de juridiction provinciale.
La population cumulée des deux territoires est comptabilisée sur le territoire de catégorie IA.

## Géographie
Le territoire de la municipalité de village cri de Nemaska doit être distingué de celui de la terre réservée du même nom. Contrairement à son homonyme, la municipalité de village cri est dépourvue de toute infrastructure et ne compte aucun habitant permanent.
La municipalité de village cri est située tout juste au nord de la terre réservée crie de Nemaska. Au nord, à l'est et à l'ouest de la municipalité de village cri se trouve le territoire non organisé (terres de catégorie II) 99918.

## Toponymie
Nemaska signifie « là où le poisson abonde ».
Le 13 février 2003, la bande de Nemiscau qui habite ce territoire, changeait de nom pour devenir la bande de Nemaska. Le 8 mai 2010, la municipalité de village cri de Nemiscau change de nom pour Nemaska.

## Histoire
Le lieu a été ponctuellement utilisé par les commerçants français et anglais depuis 1661. En 1775, la Compagnie de la Baie d'Hudson construit, sur la rivière Rupert, un poste qu'elle nomme Fort Nemiskau. Après l'avoir abandonné, la compagnie reconstruit, en 1794, un poste au lac Nemiscau qu'elle abandonne en 1810. En 1923, la compagnie revient sur place.
En 1970, la compagnie ferme le poste. Les résidents, sans magasin, quittèrent alors l'endroit pour aller à Waskaganish et Mistissini.
En 1978, la municipalité de village cri (terres de catégorie IB) est constituée et l'année suivante, un tout nouveau village est construit aux abords du lac Champion.

## Mine
Près de Nemaska, se trouve un gisement de spodumène contenant du lithium. « La propriété Whabouchi est constituée d’un seul bloc totalisant 33 titres miniers qui couvre une superficie totale de 1761,9 hectares. Tous les titres sont détenus à 100 % par Nemaska Lithium inc ». Investissement Québec est propriétaire de 50 %  de Nemaska Lithium. L'autre moitié est détenue par Livent, depuis qu'elle a acquis la participation du groupe Groupe Pallinghurst au mois de mai 2022. Livent, une société publique (LTHM-N), est connue pour son expertise en production de lithium.